# Chrysometa obscura
Chrysometa obscura är en spindelart som först beskrevs av Bryant 1945.  Chrysometa obscura ingår i släktet Chrysometa och familjen käkspindlar. Inga underarter finns listade i Catalogue of Life.